# Kamenec u Poličky
Kamenec u Poličky (en allemand : Steindorf bei Politschka) est une commune du district de Svitavy, dans la région de Pardubice, en Tchéquie. Sa population s'élevait à 636 habitants en 2024.

## Géographie
Kamenec u Poličky se trouve à 3 km au sud-ouest du centre de Polička, à 18 km à l'ouest-sud-ouest de Svitavy, à 49 km au sud-est de Pardubice et à 136 km à l'est-sud-est de Prague.
La commune est limitée par Široký Důl au nord, par Polička à l'est, par Korouhev au sud, et par Sádek et Oldřiš à l'ouest.

## Histoire
La première mention écrite du village date de 1557.

## Administration
La commune se compose de deux sections :
- Jelínek
- Kamenec u Poličky

## Galerie

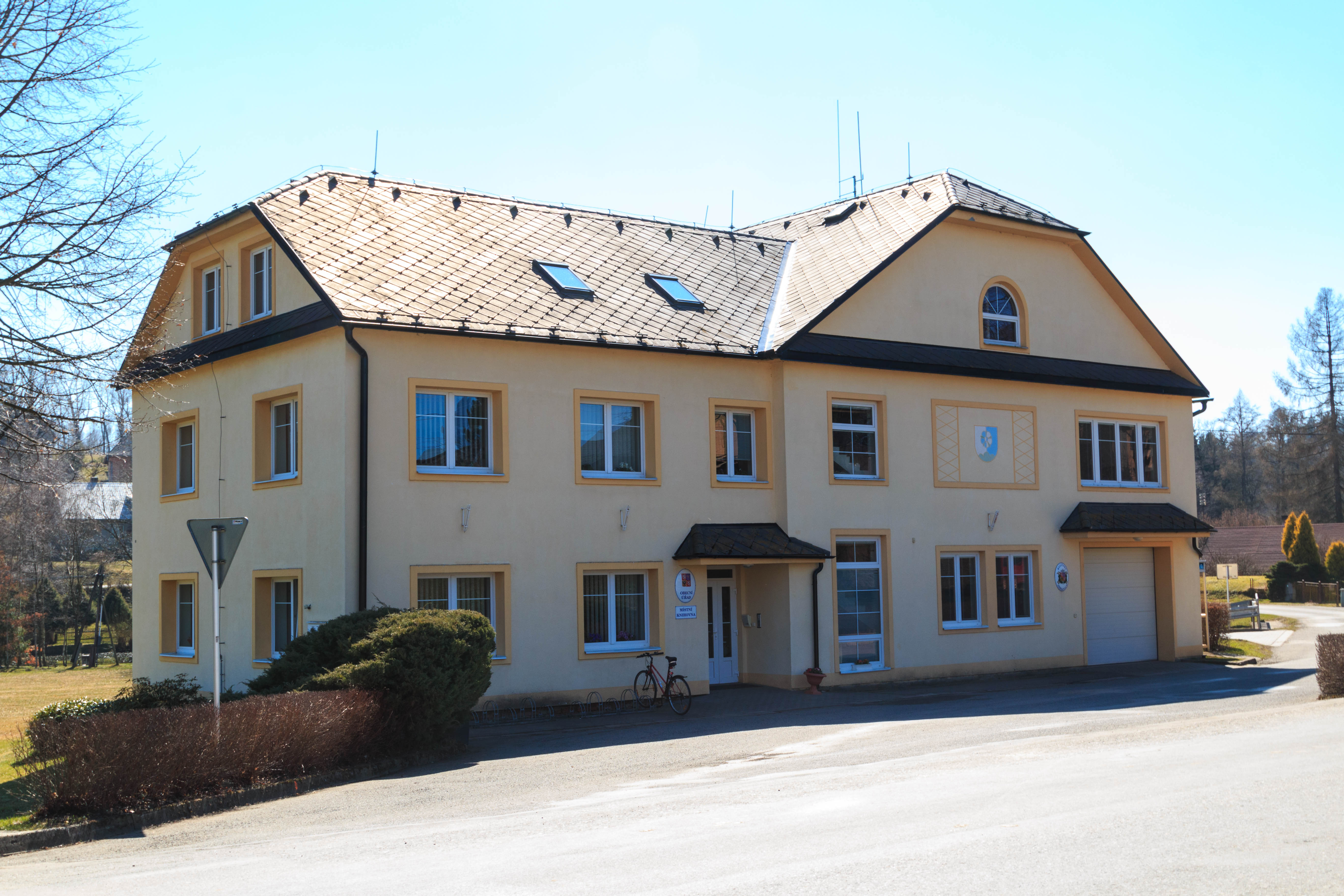
Kamenec u Poličky : la mairie.
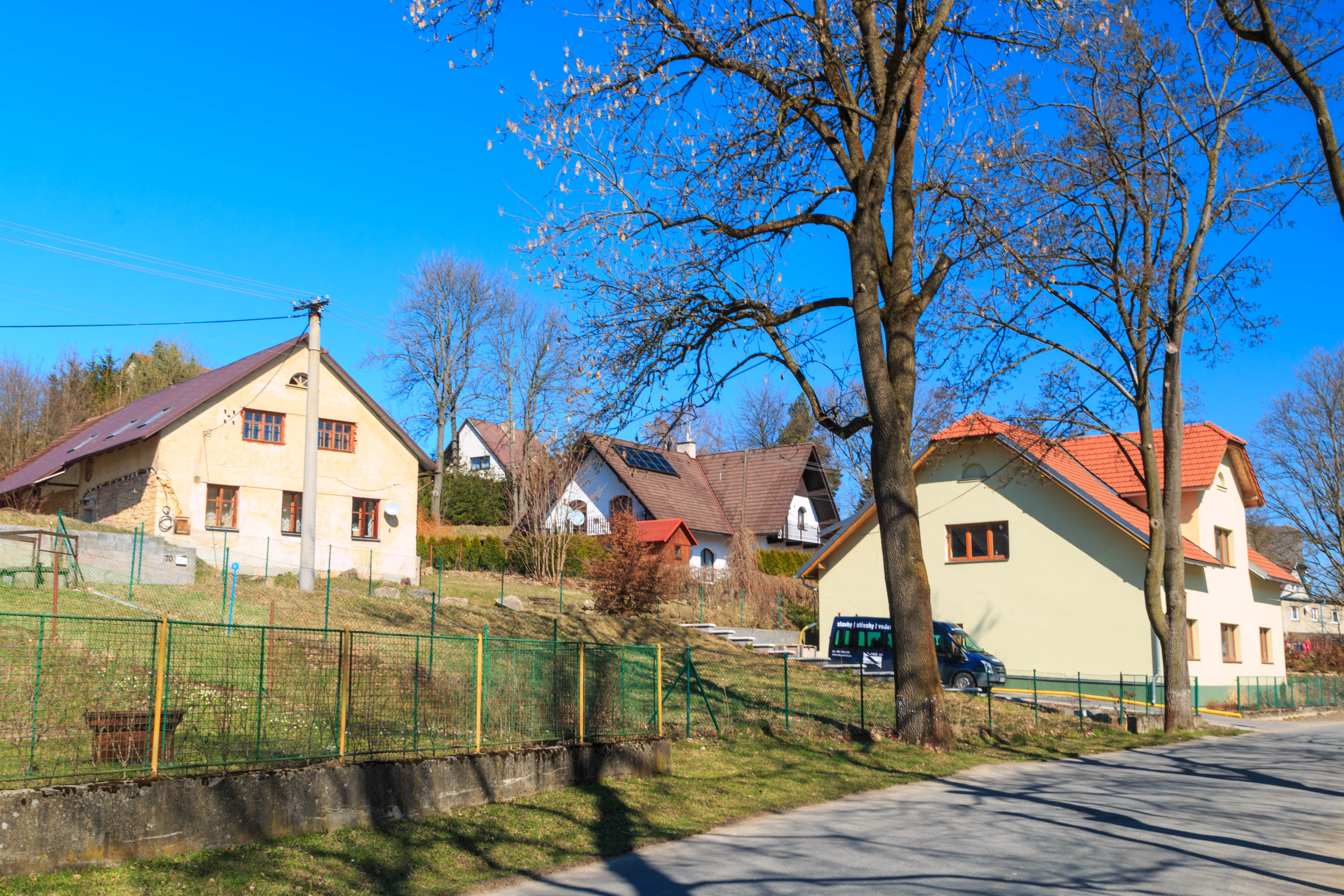
Maisons à Kamenec u Poličky.

## Transports
Par la route, Kamenec u Poličky se trouve à 2,2 km de Polička, à 19 km de Svitavy, à 62 km de Pardubice et à 182 km de Prague. 